# Bulbophyllum reflexum
Bulbophyllum reflexum är en orkidéart som beskrevs av Oakes Ames och Charles Schweinfurth. Bulbophyllum reflexum ingår i släktet Bulbophyllum och familjen orkidéer. Inga underarter finns listade i Catalogue of Life.